# Petros Boukovinas
Petros Boukovinas (griechisch Πέτρος Μπουκοβίνας, * 8. März 1994) ist ein griechischer Handballspieler.

## Karriere

### Im Verein
Bis 2016 spielte Boukovinas in Griechenland für PAOK Thessaloniki und danach in der Saison 2016/17 für AC Filippos Verias. 2017 ging er zum luxemburgischen Verein HB Esch. 2021 kehrte er nach Griechenland zurück und spielte für AEK Athen. 2022 wechselte der Handballtorwart zum deutschen Zweitligisten TV Großwallstadt. In der Saison 2022/23 konnte er mit 376 Paraden die meisten der Liga verzeichnen. Im Sommer 2024 wechselte er zum Ligakonkurrenten HSC 2000 Coburg.

### In Auswahlmannschaften
Er steht im Kader der griechischen Nationalmannschaft. Bei der Europameisterschaft 2024 belegte er mit dem Team den 23. Platz.